# Saison 1 de Sydney Fox, l'aventurière
Chronologie
Saison 2
Cet article présente les vingt-deux épisodes de la première saison de la série télévisée franco-germano-canadienne Sydney Fox, l'aventurière (Relic Hunter).

## Distribution

### Acteurs principaux
- Tia Carrere : Sydney Fox
- Christien Anholt : Nigel Bailey
- Lindy Booth : Claudia

### Acteurs invités
- Tony Rosato : Stewie Harper
- Thomas Kretschmann : Kurt Reiner
- Cynthia Preston : Anna
- Don Francks : Jake Whitney
- Phil Guerrero : Fernando
- Gordon Pinsent : Jimmy Jonesboro
- Mark Lutz : Frank Newhouse
- Louis Mandylor : Derek Lloyd
- Yannick Bisson : Stavros Vordalos
- John Schneider : Dallas Carter
- Rena Mero : Elizabeth Rukeyser
- Carlo Rota : Langenfeld
- Katheryn Winnick : Roselyn
- Anthony Lemke : Brad
- Malin Akerman : Elena
- Mélanie Maudran : Arielle
- Hugh Dancy : Michel Previn
- Nicholas Rowe : Peter Graham
- Michel Modo : Hugo Murnau
- Elsa Kikoïne : Nicole Chamfort
- Tony Anholt : Vincent de Bourdin
- Jane March : Suzanne
- Greg Bryk : Matt
- Paul Brooke : Chef Gerald La Grange
- Richard Ridings : Johnny
- Lucie Jeanne : Roselyne
- James Faulkner : Guy Rocher
- David Lowe : Père Gaston

## Diffusion
- En France, la saison a été diffusée sur M6 du 13 février 2000 au 30 juillet 2000.

## Épisodes

### Épisode 1:Sur les traces de Bouddha
- États-Unis : 25 septembre 1999 en syndication
- France : 13 février 2000 sur M6

- Tony Rosato (Stewie Harper)
- Martin Doyle (Robert Blaine)
- Damon D'Oliveira (Siddhartha)
- Arthur Eng (Michael Chan)

### Épisode 2:Les Sous-Sols du crime
- États-Unis : 2 octobre 1999 en syndication
- France : 20 février 2000 sur M6

- Michelle Nolden (Laurie)
- Mark Burgess (Aaron Shriner)
- Aron Tager (Lawrence Zale)
- Scott McCullagh (Murray Shriner)
- Jason Michaels (Al Capone)

### Épisode 3:La Bouche diabolique
- États-Unis : 9 octobre 1999 en syndication
- France : 27 février 2000 sur M6

- Sherry Miller (Sœur Mary)
- Ron Gabriel (Derek Beauchamps)
- James Binkley (Glen Frohman)
- Paulino Nunes (Mark Poole)
- Robert Kennedy (Emil La Foret)
- David Nerman (Ian McKenzie)
- Dan MacDonald (Paul LaPont)
- Joan Heney (Sœur Grace)

### Épisode 4:Le Drapeau oublié
- États-Unis : 16 octobre 1999 en syndication
- France : 5 mars 2000 sur M6

- Cynthia Preston (Hanna)
- Don Francks (Jake Whitney)
- Michael McPhaden (Merrit Falsey)
- Anthony Ashbee (Zeke)
- Dov Tiefenbach (Marty Billings)
- John Henry Canavan (Harley Rivers)
- Harry Speigl (Professeur Elman)

### Épisode 5:La Corde sensible
- États-Unis : 23 octobre 1999 en syndication
- France : 12 mars 2000 sur M6

- William Colgate (George Hall)
- Howard Hoover (Steve Goodman)
- David Dunbar (Gunther)
- Kevin Milanese (Elvis Presley)
- Richard Blackburn (Monsieur Wilkinson)
- Dylan Bierk (Stripteaseuse)

### Épisode 6:Le Gant du champion
- États-Unis : 30 octobre 1999 en syndication
- France : 19 mars 2000 sur M6

- Thomas Kretschmann (Kurt Reiner)
- Gordon Pinsent (Jimmy Jonesboro)
- Mark Lutz (Frank Newhouse)
- Melissa DiMarco (Kate Yawley)
- Stephen Bogaert (Tony)
- Steve Braun (Jimmy jeune)

### Épisode 7:Une formule en or
- États-Unis : 6 novembre 1999 en syndication
- France : 2 avril 2000 sur M6

- Louis Mandylor (Derek Lloyd)
- Steve Behal (Arthur Stanton)
- Roberta Angelica (Turley)
- Anthony Tullo (Conoco)
- Phil Guerrero (Fernando)
- Steven Allerick (José)

### Épisode 8:La Pierre de Rune
- États-Unis : 13 novembre 1999 en syndication
- France : 16 avril 2000 sur M6

- Tony Rosato (Stewie Harper)
- Douglas O'Keefe (Gunner)
- Kevin Kelly (Jean Le Bon)
- Adrian Hough (Lars Diebold)
- Robert Clarke (Bjorn)
- Nahanni Johnstone (Kristine)

### Épisode 9:Les Secrets de Casanova
- États-Unis : 20 novembre 1999 en syndication
- France : 26 mars 2000 sur M6

- Joe Dimambro (Roberto Giannini)
- Linnea Sharples (Kate)
- Ramona Milano (Anna)
- Domenic Cina (Casanova)
- Danny Lima (Rudolfo)

### Épisode 10:Labyrinthe
- États-Unis : 27 novembre 1999 en syndication
- France : 30 avril 2000 sur M6

- Yannick Bisson (Stavros Vordalos)
- Paul Miller (Alex Tavina)
- Gerry Mendicino (Dimitri Vordalos)
- Drew Coombs (Zeus)
- Lori Gordon (Lynette)

### Épisode 11:L'Affaire de la couronne
- États-Unis : 5 février 2000 en syndication
- France : 23 avril 2000 sur M6

- Mandy Schaffer (Molly)
- Graeme Millington (Garrett O'Donnell)
- Michael Copeman (Michael O'Donnell)
- Steve Jackson (Sean)
- Jonathan Cuthill (Brant)
- David Christo (Hugh O'Donnell)
- Michael Hanrahan (Brian Boru)

### Épisode 12:Le Sarcophage de Jade
- États-Unis : 12 février 2000 en syndication
- France : 9 avril 2000 sur M6

- Thomas Kretschmann (Kurt Reiner)
- John Schneider (Dallas Carter)
- Paryse Allen (Conor)
- David Blacker (Duncan)
- Katherine Hernandez (Katie)
- John Hemphill (Richard Ferguson)

### Épisode 13:La Lumière du diamant
- États-Unis : 19 février 2000 en syndication
- France : 14 mai 2000 sur M6

- Kevin Jubinville (Bruce Farrow)
- John Evans (Nicholas Van Hulsen)
- Ho Chow (Avery Ko)
- Geoffrey Pounsett (Emile Boote)
- Hrant Alianak (Moustaffa)
- Nicholas De Kruyff (Theo)

### Épisode 14:Neuf vies
- États-Unis : 26 février 2000 en syndication
- France : 7 mai 2000 sur M6

- Rena Mero (Elizabeth Rukeyser)
- Carlo Rota (Lagenfeld)
- Katheryn Winnick (Roselyn)
- Michael Gabriel (Archie Brogan)
- Anand Rajaram (Mustaf)
- Edward Jaunz (Juan Escuevero)

### Épisode 15:Affaire de cœur
- États-Unis : 4 mars 2000 en syndication
- France : 28 mai 2000 sur M6

- Claire Rankin (Ophilia)
- Joseph Scoren (Francois Du Marier)
- Tim Progosh (Angus MacEvoy)
- Anthony Lemke (Brad)
- Malin Akerman (Elena)
- Alec McClure (Calum)

### Épisode 16:Au royaume de l'illusion
- États-Unis : 11 mars 2000 en syndication
- France : 4 juin 2000 sur M6

- Julie McCullough (Erica)
- Shaun Smyth (Rex Rolands)
- Nicolas Van Burek (Le Grand Brodsky)
- Brian Paul (L'Empereur Franz)
- Stavroula Logothettis (L'Impératrice Elizabeth)
- Jeff Pustil (Malcolm Zales)

### Épisode 17:Les Joyaux de Marie-Antoinette
- États-Unis : 22 avril 2000 en syndication
- France : 2 juillet 2000 sur M6

- Ed Stoppard (Laurent Halezan)
- Miglen Mirtchev (Mischa)
- Mélanie Maudran (Arielle)
- Andreas Apergis (Professeur Dupuys)
- Susana Vasseur (Marie-Antoinette)
- Julien Lambroschini (Jérôme Helzan)

### Épisode 18:Le Dernier Chevalier
- États-Unis : 29 avril 2000 en syndication
- France : 18 juin 2000 sur M6

- Hugh Dancy (Michel Previn)
- Nicholas Rowe (Peter Graham)
- Victoria Scarborough (Rita Rosellini)
- William Tapley (Jacques de Molay)
- Less Clack (Docteur Jaebert)

### Épisode 19:Lettre d'amour
- États-Unis : 6 mai 2000 en syndication
- France : 9 juillet 2000 sur M6

- Michel Modo (Hugo Murnau)
- Elsa Kikoïne (Nicole Chamfort)
- Tony Anholt (Vincent de Bourdin)
- Doug Murray (Dean Bernson)
- Jean-Christophe Emo (Guy de Bourdin)
- Coralie Revel (Joséphine Pontoise)

### Épisode 20:Lamaé
- États-Unis : 13 mai 2000 en syndication
- France : 16 juillet 2000 sur M6

- Jonathan Firth (Eric Dalt)
- Jane March (Suzanne)
- Coralie Revel (Anna)
- Zeta Graff (Emmanuelle)
- Greg Bryk (Matt)

### Épisode 21:Le Calice de la vérité
- États-Unis : 20 mai 2000 en syndication
- France : 23 juillet 2000 sur M6

- Tony Rosato (Stewie Harper)
- Paul Brooke (Chef Gerald La Grange)
- Richard Ridings (Johnny)
- Laura Heath (Marilyn)
- Margot Marguerite (Najeeb)
- Henri Bernard (Omar)

### Épisode 22:Souvenirs de Montmartre
- États-Unis : 27 mai 2000 en syndication
- France : 30 juillet 2000 sur M6

- Sara Kestelman (Simone DeGuerre)
- Lucie Jeanne (Roselyne)
- James Faulkner (Guy Rocher)
- Enrico Mattaroccia (Philip Ashcroft)
- David Lowe (Père Gaston)
- Régis Ivanov (Louis)